# Johanneskirche (Gießen)

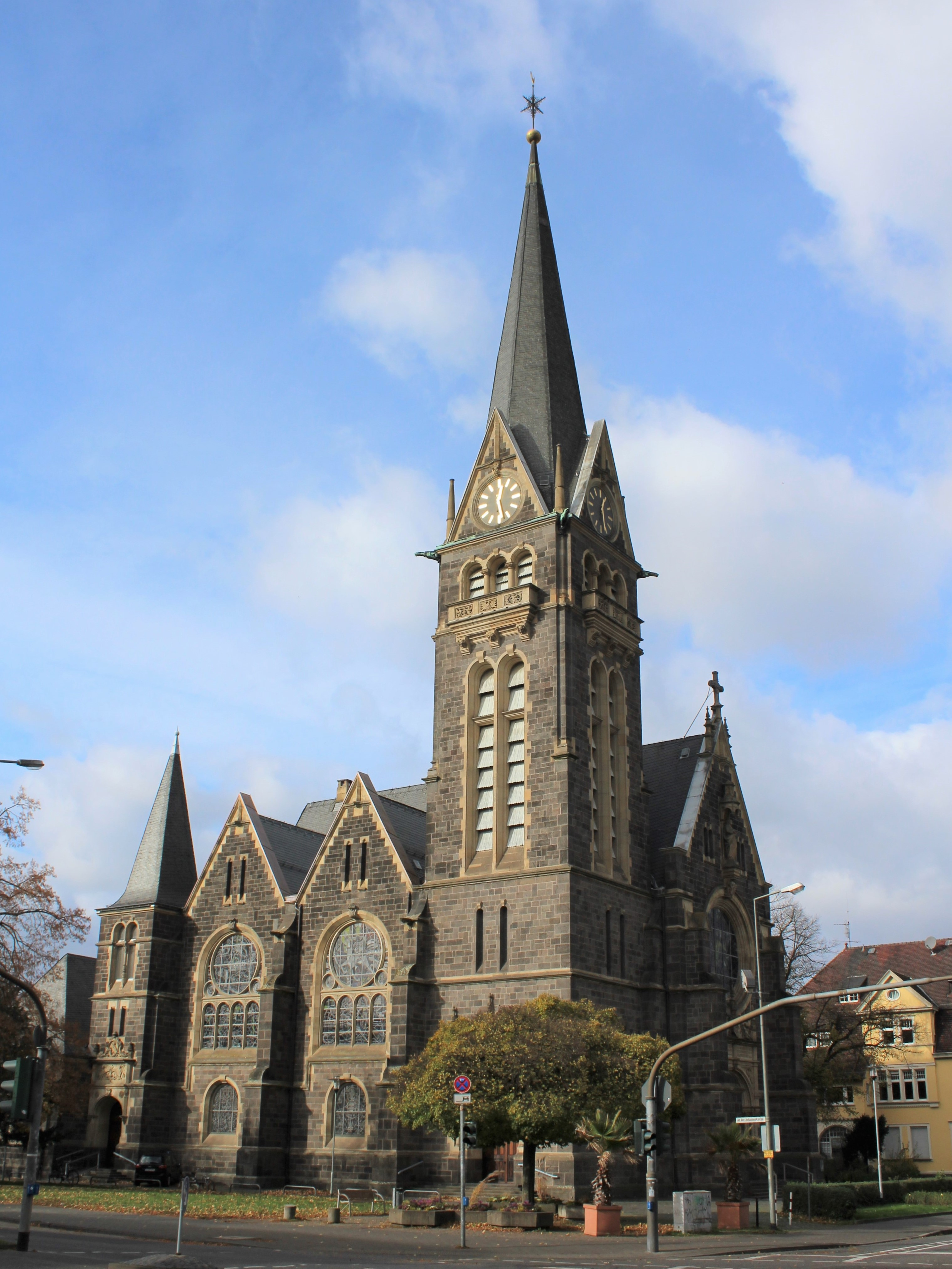
Johanneskirche von Südosten

Die Johanneskirche ist die größte evangelische Kirche in Gießen im mittelhessischen Landkreis Gießen. Sie wurde im Jahr 1893 in einem historistischen Mischstil aus Neogotik und Neorenaissance errichtet. Der Kirchturm erreicht eine Höhe von 68,21 Metern. Das Gebäude ist hessisches Kulturdenkmal und prägt das Stadtbild.

## Geschichte

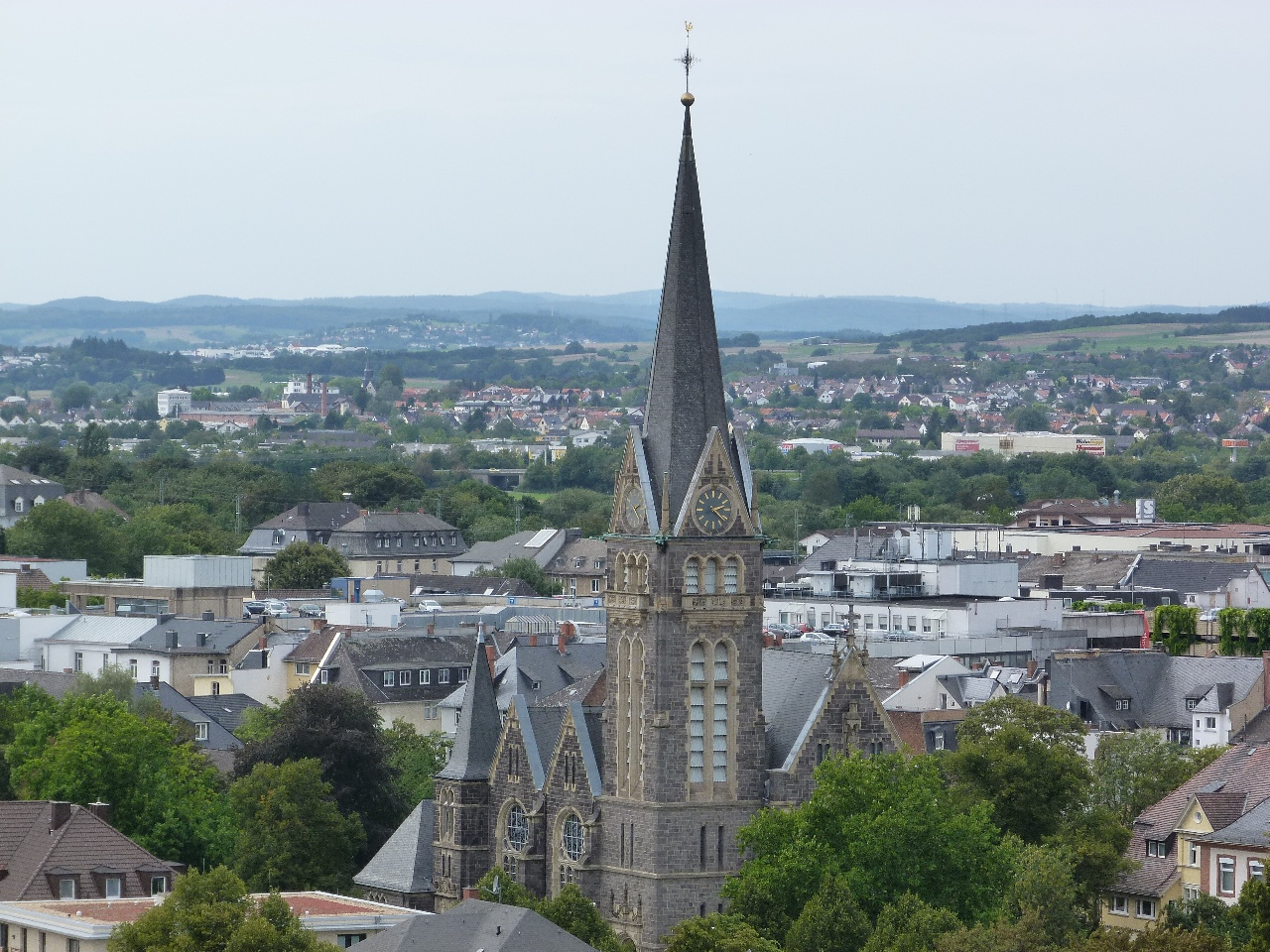
Blick auf den 68 Meter hohen Kirchturm

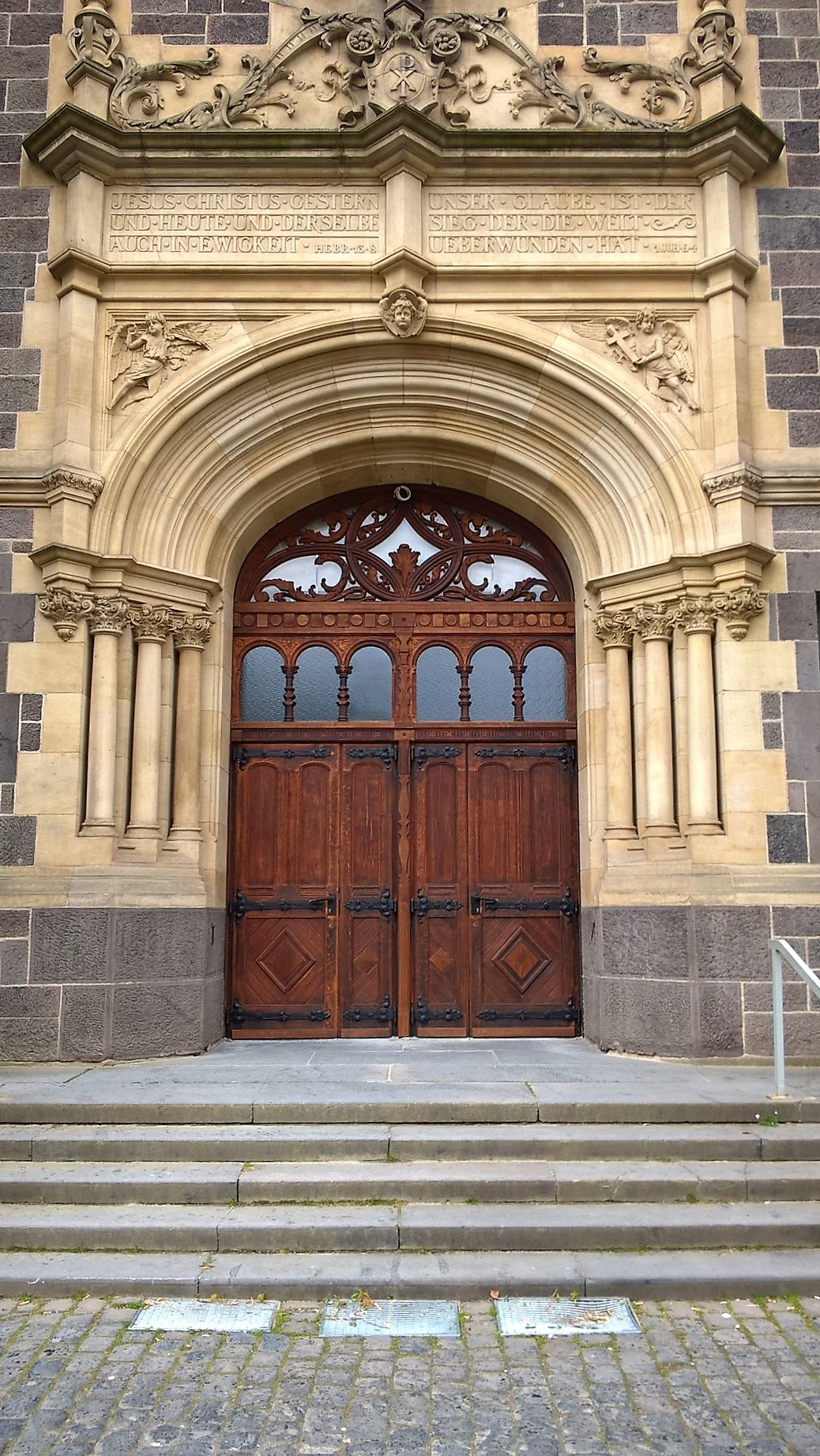
Östliches Hauptportal

Weil die Stadtkirche von 1821 den Erfordernissen der rapide wachsenden Stadtbevölkerung nicht mehr genügte, wurden 1882 ein Kirchenbaufonds und 1888 eine Baukommission gegründet, die Pläne für eine zweite evangelische Kirche entwickelte. Als Bauplatz diente ein Stück des alten Wassergrabens der ehemaligen Stadtbefestigung (Südanlage). Die Aufhebung des Eisenacher Regulativs ermöglichte ab 1890 fortschrittlichere Bauformen. Nach der 1890 erfolgten Auslobung eines Architektenwettbewerbs, der sich an alle deutschen Architekten richtete, forderten 233 Architekten die Unterlagen an und gingen im folgenden Jahr 39 Entwürfe ein. Die Berliner Architekten Hans Grisebach und Georg Dinklage, deren gemeinsamer Entwurf ausgeführt wurde, sowie Richard Schultze in Berlin-Friedrichshagen erhielten als Preisgeld jeweils 1600 Mark. Die Johanneskirche wurde von 1891 bis 1893 unter Bauleitung durch Grisebach erbaut, der Änderungswünsche der Gemeinde berücksichtigte. Am 12. Oktober 1891 erfolgte der erste Spatenstich, am 28. Mai 1892 die Grundsteinlegung und am 30. November 1893 die Einweihung in Anwesenheit von Großherzog Ernst Ludwig, dem Oberhaupt („summus episcopus“) der Evangelischen Landeskirche in Hessen. Namenspatron wurde der Evangelist Johannes (nach christlicher Tradition mit dem Apostel Johannes gleichgesetzt), nachdem am 1. November 1892 die bisherige evangelische Stadtgemeinde in vier eigenständige Kirchengemeinden aufgeteilt worden war. Diese vier Gemeinden wurden nach den Evangelisten benannt und erhielten je einen Pfarrer. Der Matthäus- und Markusgemeinde wurde die Stadtkirche zugewiesen, Lukas- und Johannesgemeinde nutzten gemeinsam die Johanneskirche seit ihrer Fertigstellung 1893.
Den Zweiten Weltkrieg überstand die Johanneskirche trotz des verheerenden Luftangriffs in der Nacht vom 6. auf den 7. Dezember 1944 weitgehend unbeschadet. Allerdings wurden die beiden Dächer von Turm und Schiff beschädigt und 1949 ausgebessert. Eine Notverglasung ersetzte die zerstörten Bleiglasfenster von Hermann Schaper. Im Zuge einer umfassenden Innenrenovierung in den Jahren 1962 bis 1965 gestaltete Erhardt Klonk sie neu. Die reiche figurale und ornamentale Bemalung an den Innenwänden und Gewölbeflächen, die Hermann Schaper im Jahr 1903 angebracht hatte, wurde entfernt. Die Kirche erhielt einen neuen Bodenbelag, eine neue Heizung und eine neue Beleuchtungsanlage. Die Langsdorfer Kirche übernahm die alten Kronleuchter. Die Vorhalle unter der Orgelempore wurde durch Glastüren mit Vorhängen abgetrennt, die verschnörkelten Oberteile der Wangen des Gestühls wurden entfernt und die Außentüren mit Kupferblech beschlagen. Der vergrößerte Altarraum erfuhr eine völlige Umgestaltung und Modernisierung. Bei der Renovierung zerbrach das Altarbild aus Gips, das die Abendmahlsszene unter einer Arkatur mit filigranem Maßwerk darstellte. Die Sanierungskosten beliefen sich auf 577.515,44 DM (295.277,89 Euro), die auch die Nebenräume und Treppenhäuser einschlossen (nicht aber das Architektenhonorar und die Akustikarbeiten).
Durch die nach dem Krieg lange Zeit unverglast gebliebenen Fenster hatte die Orgel Schaden erlitten und wurde 1967 durch ein neues Werk ersetzt. 1969/1970 wurde der Kirchturm instand gesetzt, die Dachdeckung in Schiefer erneuert und verwitterte Sandsteinelemente der Fassade in vereinfachter Form ersetzt. 1982 folgte eine Sanierung der Außentreppen.
Von 2013 bis 2016 erfolgte eine aufwändige Innenrenovierung, die neben Verputzarbeiten und einem neuen, helleren Anstrich eine Erneuerung der Elektro-Installation, der Beleuchtungs- und der Beschallungsanlage sowie eine neue Heizungsanlage und sanitäre Anlagen beinhaltete. Die drei großen Kirchenportale mit ihren Oberlichtern wurden wieder freigelegt, deren Flügeltüren in den 1960er Jahren Kupferverkleidungen erhalten hatten. Der vormals abgetrennte Eingangsbereich erhielt durch eine Glaswand und eine helle Holzverkleidung einen offenen und hellen Charakter. Für die Neugestaltung des Altarbereichs wurde ein Künstlerwettbewerb ausgeschrieben. Er ragt nach der Vergrößerung mit seinen halbrunden Stufen in den Kirchenraum hinein. Georg Hüter formte aus dem bisherigen Altar eine schiffsähnliche Skulptur. Nicht wiederhergestellt werden konnte die ursprüngliche Ausmalung, die in den 1960er Jahren gründlich abgetragen worden war. Von den 1,5 Millionen Euro Sanierungskosten haben die beiden Kirchengemeinden eine halbe Million aufgebracht, die Evangelische Kirche in Hessen und Nassau übernahm den größten Teil.

## Architektur

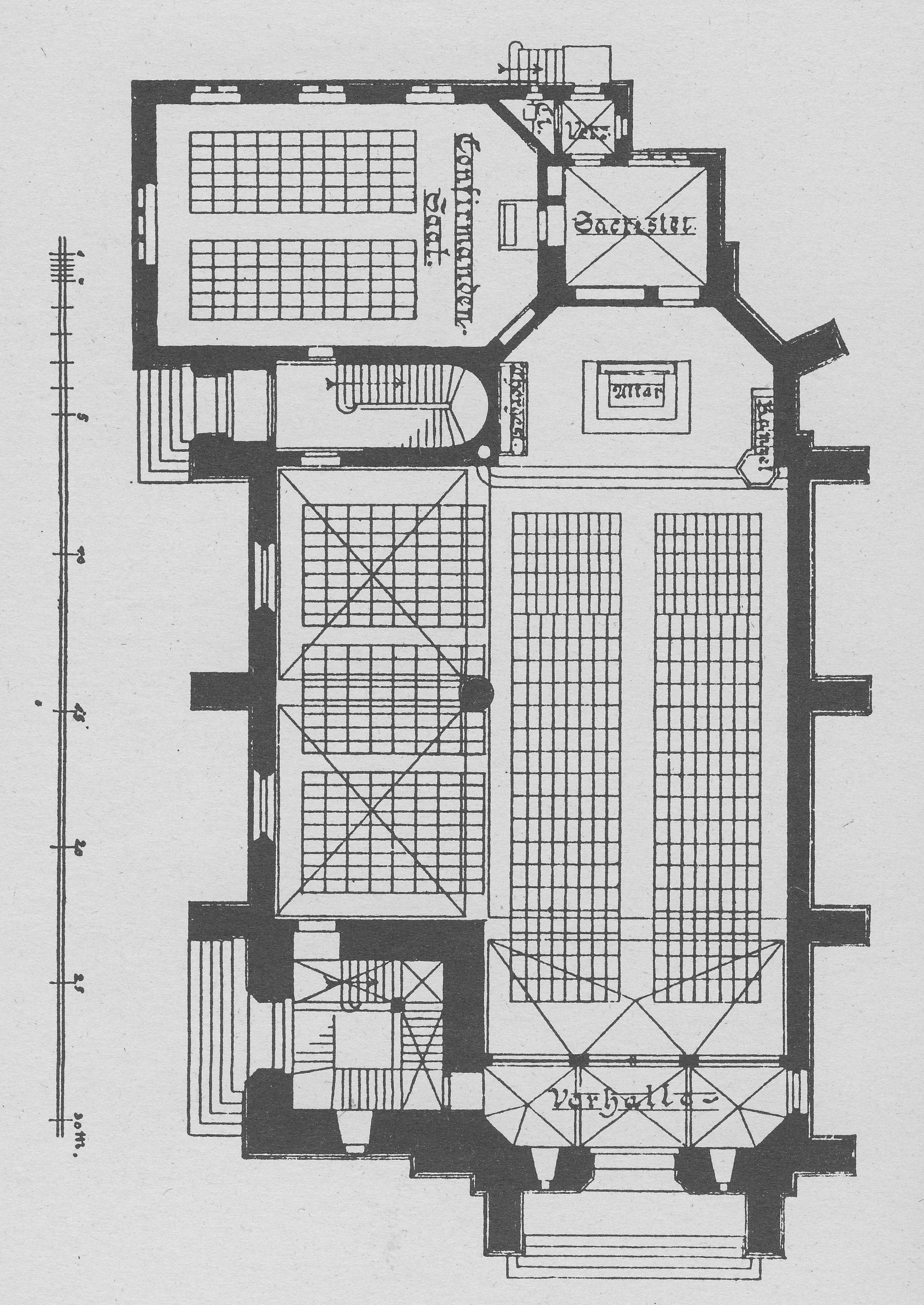
Grundriss des Erdgeschosses

Der nicht exakt nach Westen, sondern parallel zur Südanlage ausgerichtete, komplexe Bau verbindet mehrere Baustile: Innen wie außen mischen sich die Baustile der Neogotik und der Neorenaissance. Für die Außenfassaden wurde dunkler Lungstein verwendet, der mit den hellen Sandstein-Bändern und -Gewänden kontrastiert. Die Hallenkirche erhält durch das große südliche Nebenschiff unter zwei Quergiebeln ihre zweischiffige gotische Gestalt. Das Hauptschiff mit Satteldach hat einen polygonalen Chorabschluss, hinter dem eine Sakristei angebaut ist. Zwischen dem Nebenschiff mit seiner großen Empore und dem südlich vorgelagerten, polygonalen Johannessaal („Konfirmandensaal“) befindet sich das Nebenportal in einem schmalen Gebäudeteil, das auch als Treppenhaus für die Emporen dient und das mit einem schlanken Pyramidendach bekrönt wird. Der Kirchturm, der die Glocken beherbergt, mit einem Südportal versehen ist und den zweiten Emporenaufgang bildet, erhebt sich auf der Südostecke links vom großen Eingangsportal und schließt das Seitenschiff ab.
Der beherrschende Eckturm ist auf quadratischem Grundriss von 8,50 Metern Breite errichtet. Er wird in den drei unteren Geschossen durch helle Sandsteingesimse gegliedert. Das große Mittelgeschoss weist an allen Seiten hohe doppelte Schallarkaden auf, während das kleine Obergeschoss an jeder Seite drei kleine Schallarkaden und eine Sandstein-Galerie mit durchbrochenen Brüstungen hat. Auf der mittleren ist ein Adler darstellt, das Evangelistensymbol des Johannes, links und rechts mythologische Wesen. Jede Galerie ruht auf drei Konsolen aus stilisierten Löwenköpfen. Vier in Sandstein gefasste Dreiecksgiebel umschließen Zifferblätter, deren Durchmesser 2,75 Meter beträgt. Auf den Ecken des Turmschaftes sind vier Wasserspeier in Gestalt geflügelter Löwen angebracht, über denen sich vier Sandstein-Fialen erheben. Der schlanke, achteckige Spitzhelm wird von einem vergoldeten Turmknopf, einem reich verzierten Kreuz und einem vergoldeten Wetterhahn bekrönt.

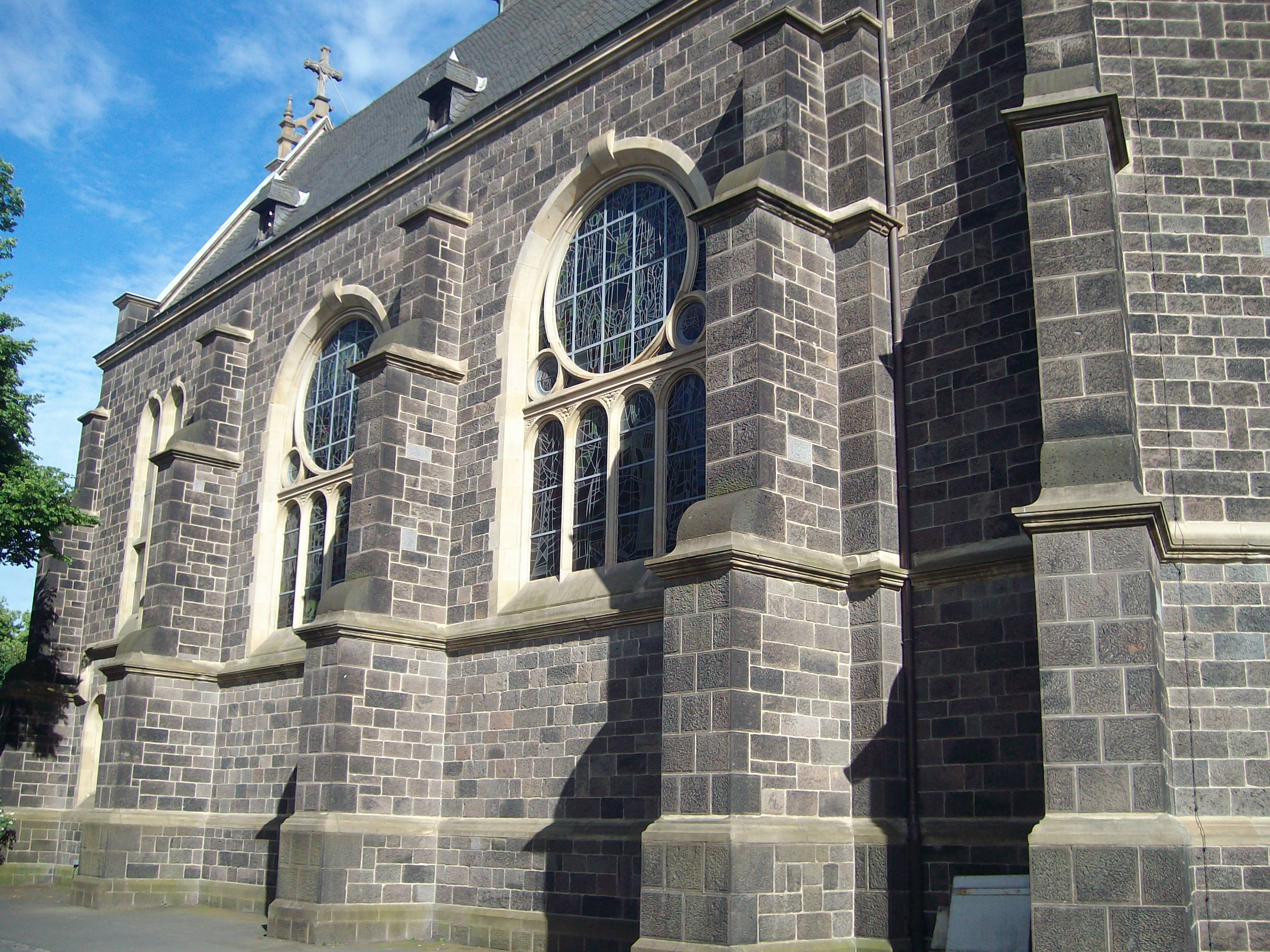
Nordseite

Helle, die Strebepfeiler einbeziehende Sandsteinbänder gliedern die Außenmauern des Gebäudes horizontal in drei Zonen. Vor allem die Fassaden der beiden Schauseiten sind mit reichem figuralen und ornamentalen Schmuck repräsentativ ausgestattet. Besonders aufwändig sind die drei Stufenportale mit Gewänden aus hellem Sandstein gestaltet. Die Türen selbst bestehen im Kern aus Fichtenholz, auf das Eiche aufgeleimt wurde. Die in den 1960er Jahren grob abgeschlagenen Verzierungen wurden 2015/2016 wieder originalgetreu rekonstruiert. Das Gewände des Hauptportals im Osten hat an beiden Seiten eine abgestufte Reihe mit drei Freisäulen, die in Kapitellen mit Voluten enden. Sie tragen einen reich profilierten Rundbogen. Im linken Bogenzwickel tritt ein Engel mit einer Friedenspalme, im rechten ein Engel mit einem Kreuz hervor. Darüber sind zwei Schriftfelder mit Bibelworten aus Hebr 13,8  und 1 Joh 5,4b  unter einem umlaufenden, weit vorkragenden Gesims angebracht. Die Felder werden an den Außenseiten durch lange gekantete Pilaster und über dem Bogenscheitel des Portals durch einen kurzen Pilaster begrenzt, die auf verzierten Konsolen ruhen und in bekrönende Türmchen übergehen. Oberhalb des Gesimses vermitteln Akanthus-Ranken mit dem zentralen Christusmonogramm XP zu dem großen Rundfenster in Art einer Fensterrose. Darüber steht im Giebeldreieck die 2,10 Meter hohe Statue des Evangelisten bzw. Apostels Johannes. Sie ist aus Sandstein unter einem Baldachin gefertigt und wird von einer Konsole mit einem Engel gestützt. Bekrönt wird der Giebel von einem steinernen Kreuz, dessen Spitze 28,30 Meter über den Boden reicht. Das Südportal an der südlichen Turmseite und das Seitenportal zum Johannessaal sind architektonisch ähnlich ausgeführt, aber weniger aufwändig ausgeschmückt. Oberhalb des Rundbogens des Nebenportals zum Johannessaal wird die Seligpreisung Jesu dargestellt: Jesus belehrt und segnet ein Kind in einem Medaillon, das von Delfinen und Engelsköpfen umgeben ist. Darunter halten zwei Engel das Spruchband mit dem entsprechenden Bibelwort aus Lk 11,28 .
Der Innenraum wird an den Langseiten durch je zwei und an der westlichen Chorwand durch ein großes Rundbogenfenster belichtet, die im unteren Teil in vier kleine rundbogige und im oberen in ein großes Rundfenster aufgeteilt sind. Zudem sind an der Südseite zwei kleine Rundbogenfenster, an der Ostseite der Nordwand bei der Orgelempore ein hohes, schmales, gekuppeltes Rundbogenfenster und über dem Ostportal ein großes, gotisierendes Rundfenster angebracht. Alle Fenster sind mit hellen Sandsteingewänden und bunten Bleiglasfenstern versehen.
Haupt-, Seitenschiff und Chor werden innen von einem Kreuzrippengewölbe abgeschlossen, das in verzierten Schlusssteinen endet und auf Wandkonsolen ruht. Die steinerne Empore über zwei großen Korbbögen nimmt Elemente der Renaissance auf. Sie wird von einem mächtigen Rundpfeiler eingebunden, der in ein mit Voluten und Akanthus-Ranken verziertes Kapitell übergeht, das die aus der Deckenmitte kommenden Gewölberippen aufnimmt. Die Orgelempore im Westen hat ebenfalls einen großen Korbbogen. Außen an den Langseiten wird die Schubkraft der Gewölbe durch mehrfach abgetreppte Strebepfeiler aufgenommen.

## Ausstattung

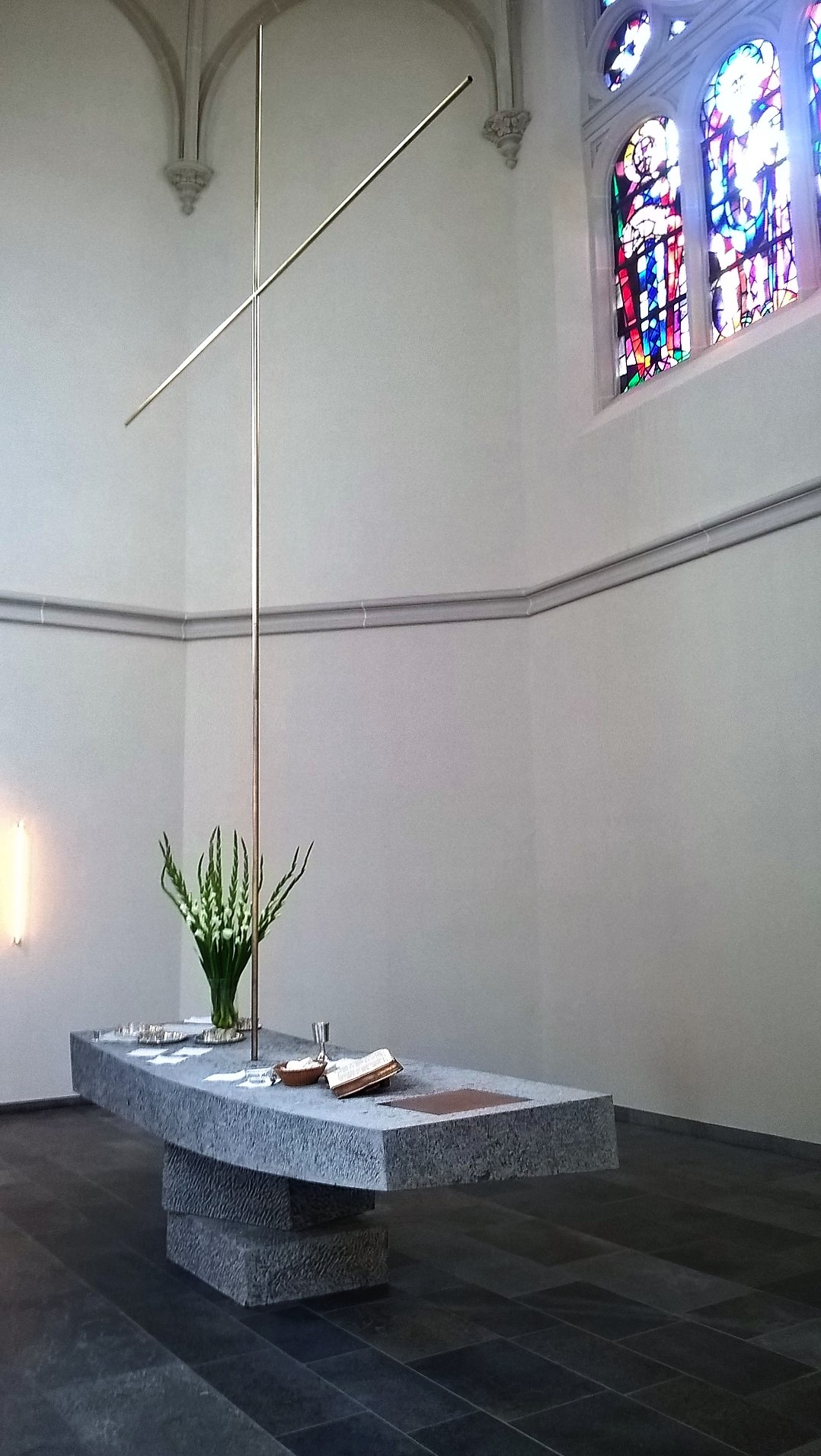
Altar von 2016 mit Bronzekreuz

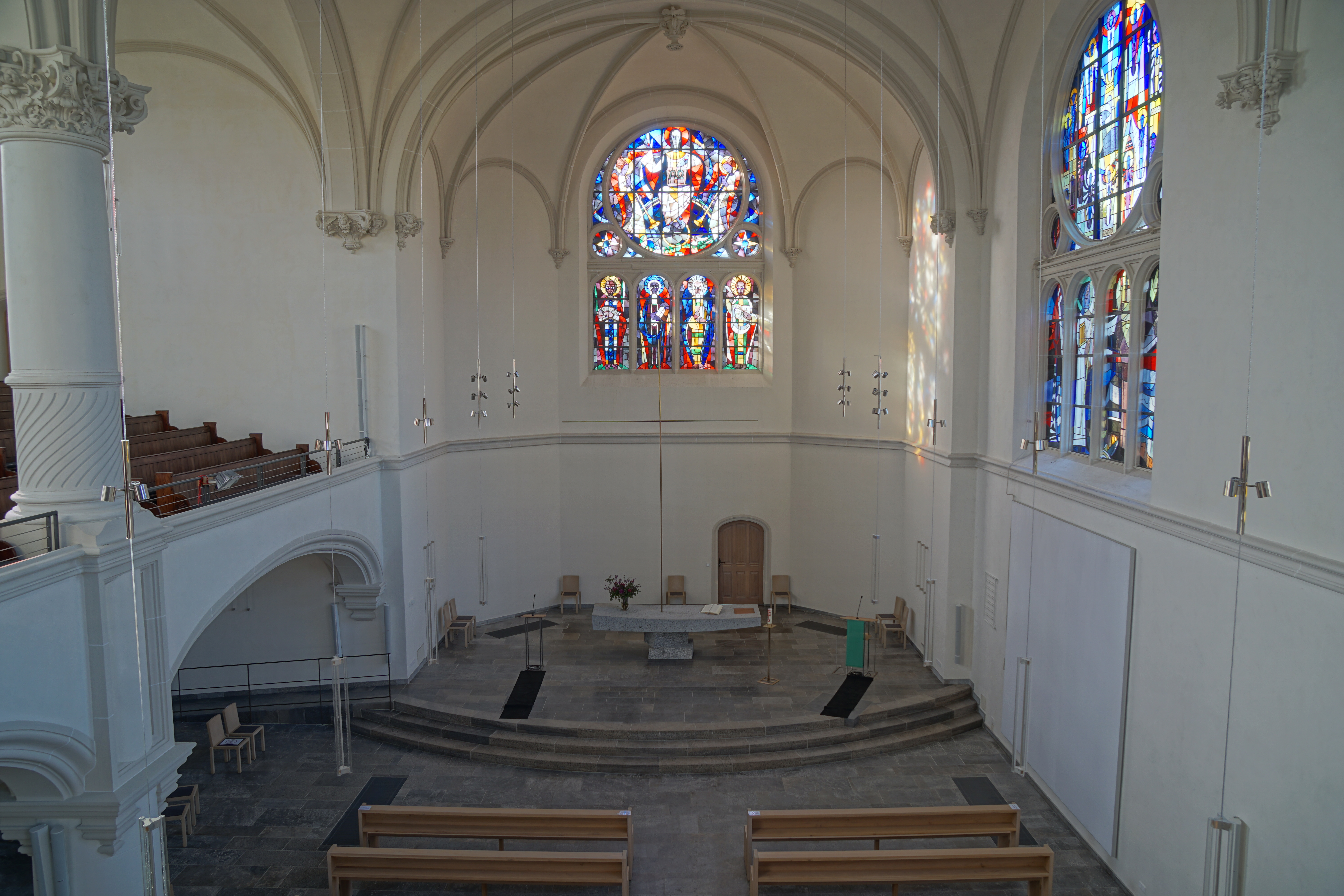
Blick auf den Altarbereich

Der Innenraum ist schlicht gestaltet. Die Ausstattungsgegenstände gehen zum großen Teil auf die Renovierung von 2015/2016 zurück, als insbesondere der Altarbereich tiefgreifend umgestaltet wurde. Die cremefarbenen Innenwände orientieren sich an dem Grundton der ursprünglichen Fassung und verleihen dem Raum eine warme Note.
Der große Altartisch aus hellem Muschelkalkstein, dem Georg Hüter eine schiffsähnliche Form verlieh, wiegt fast vier Tonnen. Der lange, an der Oberseite nach innen gewölbte Block integriert an der rechten Seite ein Taufbecken, das mit einer Bronzeplatte verschlossen wird. Auf diese Weise werden die beiden Sakramente Taufe und Abendmahl eng miteinander verbunden. Nicht genau in der Mitte des Altars, sondern etwas nach links versetzt erhebt sich ein schlankes Altarkreuz von etwa 5,50 Meter Höhe und 4,50 Meter Breite, das Hüter aus Bronze gegossen hat. Es besteht aus einzelnen polierten Stangen, die zusammenmontiert wurden und sich nach oben leicht verjüngen. Kanzel und Lesepult hat Hüter ebenfalls aus Bronze gestaltet. Die pultförmige Kanzel ist auf querrechteckigem Grundriss so aufgestellt, dass die Spitze der Gemeinde zugewandt ist. In einem schlichten Gestell halten Vierkantstangen eine gerade und darüber eine schräge Holzplatte.
Gegenüber dem Schiff ist der Chor um zwei Stufen erhöht und ragt seit der Renovierung 2015/2016 bogenförmig in den Gemeindebereich hinein, um auf diese Weise die enge Verbindung zwischen den beiden Bereichen zum Ausdruck zu bringen. Seit den 1960er Jahren ersetzen Natursteinplatten aus Muschelkalk den alten Terrazzo-Fußboden und moderne Leuchtkörper die vormaligen Messingkronleuchter. Die Steinplatten wurden 2015/2016 überarbeitet und ergänzt. Das Kirchengestühl im Schiff ist aus heller, gebeizter Eiche gefertigt. Das alte Kirchengestühl fand auf der Empore seinen Aufstellungsort. Die Brüstungen der Emporen sind mit Stahlgeländern gesichert.

## Bleiglasfenster
Die von Erhardt Klonk und seinem Sohn Erhardt Jakobus Klonk von 1960 bis 1965 geschaffenen acht Bleiglasfenster mit Glasmalerei prägen den Innenraum nachhaltig. Dargestellt sind Szenen der Johannesoffenbarung. Das Fenster über dem Altar zeigt Christus als Triumphator über dem Regenbogen, der von zwei Posaune blasenden Engeln flankiert wird. Die in den unteren Feldern dargestellten Propheten Micha und Haggai sowie die Evangelisten Matthäus und Johannes stehen als Zeugen für dieses Ereignis. Auf dem linken Fenster unter der Südempore ist die erste Vision von Christus aus Offb 1,9-20  dargestellt, aus dessen Mund ein Schwert hervorgeht. Als Herr der Gemeinde ist er von sieben Leuchtern umgeben und hält sieben Sterne in seiner Hand, die für die gesamte Christenheit stehen. Auf dem rechten Fenster ist die letzte Vision aus Offb 22,1-2  zu sehen, der Thron Gottes als Quelle des Lebens mit den Symbolen der Trinität (Auge für Gottvater, Kreuz Christi und Taube für den Heiligen Geist). Die beiden Fenster über der Südempore zeigen die Kämpfe der Endzeit. Im linken Fenster tritt Christus als siegreicher Herrscher auf dem weißen Pferd auf (entsprechend Offb 19,11-21 ) auf, während die bösen Mächte mit Ketten gebunden werden, im rechten Fenster erscheint er als Lamm mit den Symbolen für das Abendmahl. Die Plagen kommen über die Welt, aber die Märtyrer werden gerettet (Offb 7,9-17 ).
Im großen Rundfenster über der Orgel wird ein Gerichtsengel entsprechend Offb 7,2-3  dargestellt, der die vier Winde, die bösen Mächte, mit dem Kreuzeszeichen bannt und auf diese Weise den Weg für das kommende Heil bereitet. Die Fenster an der Nordwand zeigen die neue Welt jeweils mit dem Lamm Gottes. Im rechten Fenster hält Gottvater das Buch mit den sieben Siegeln (nach Offb 4,2-11 ) und wird von der gesamten Tierwelt und den 24 Ältesten, die die erlöste Gemeinde repräsentieren, angebetet. Auf dem linken Fenster erstrahlt das himmlische Jerusalem aus Offb 21,10-16  in Gold und wird von Engeln vermessen. Zwölf Engel umgeben Christus, das Lamm Gottes.

## Orgeln

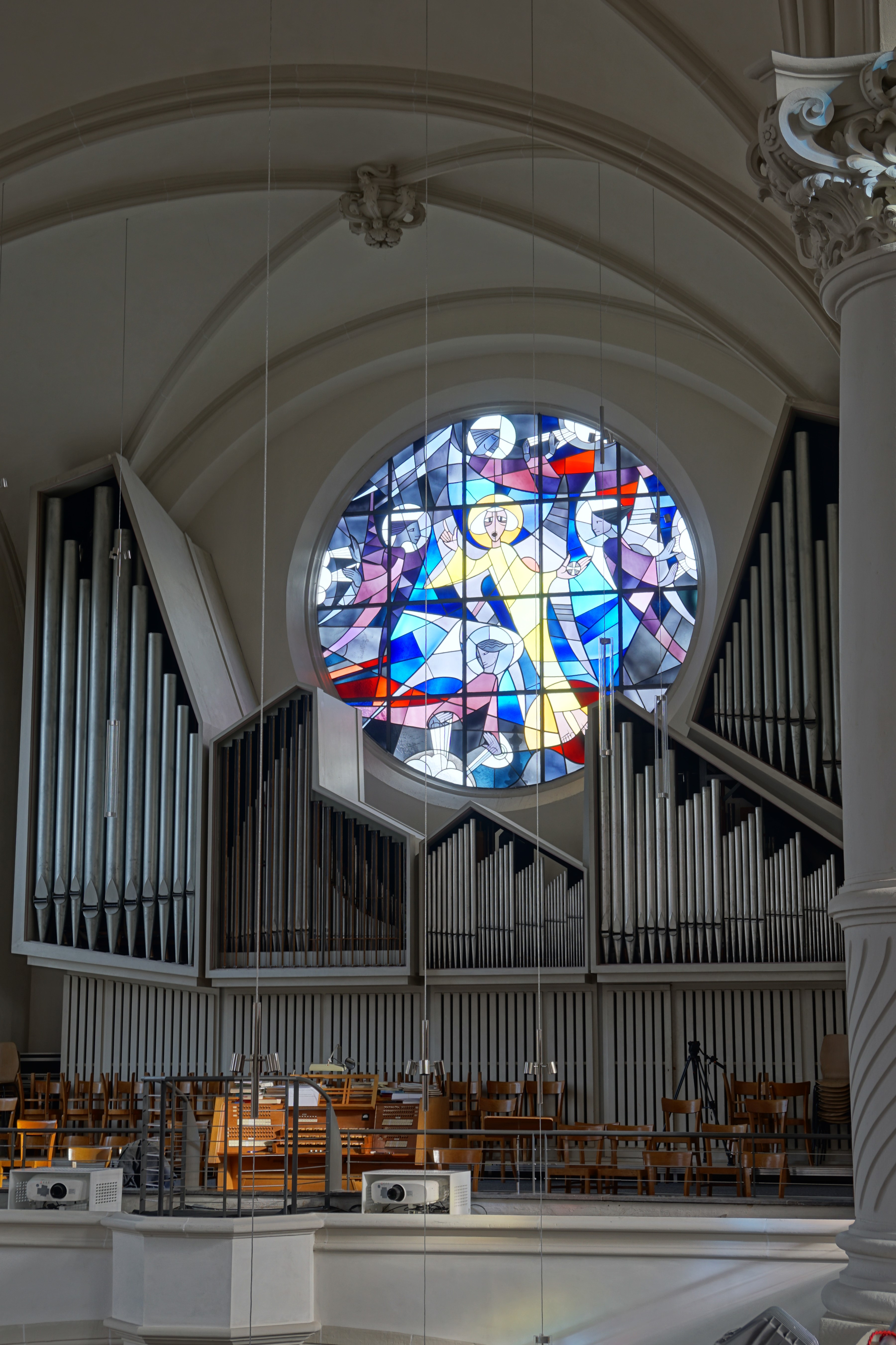
Orgel von Förster & Nicolaus (1968)

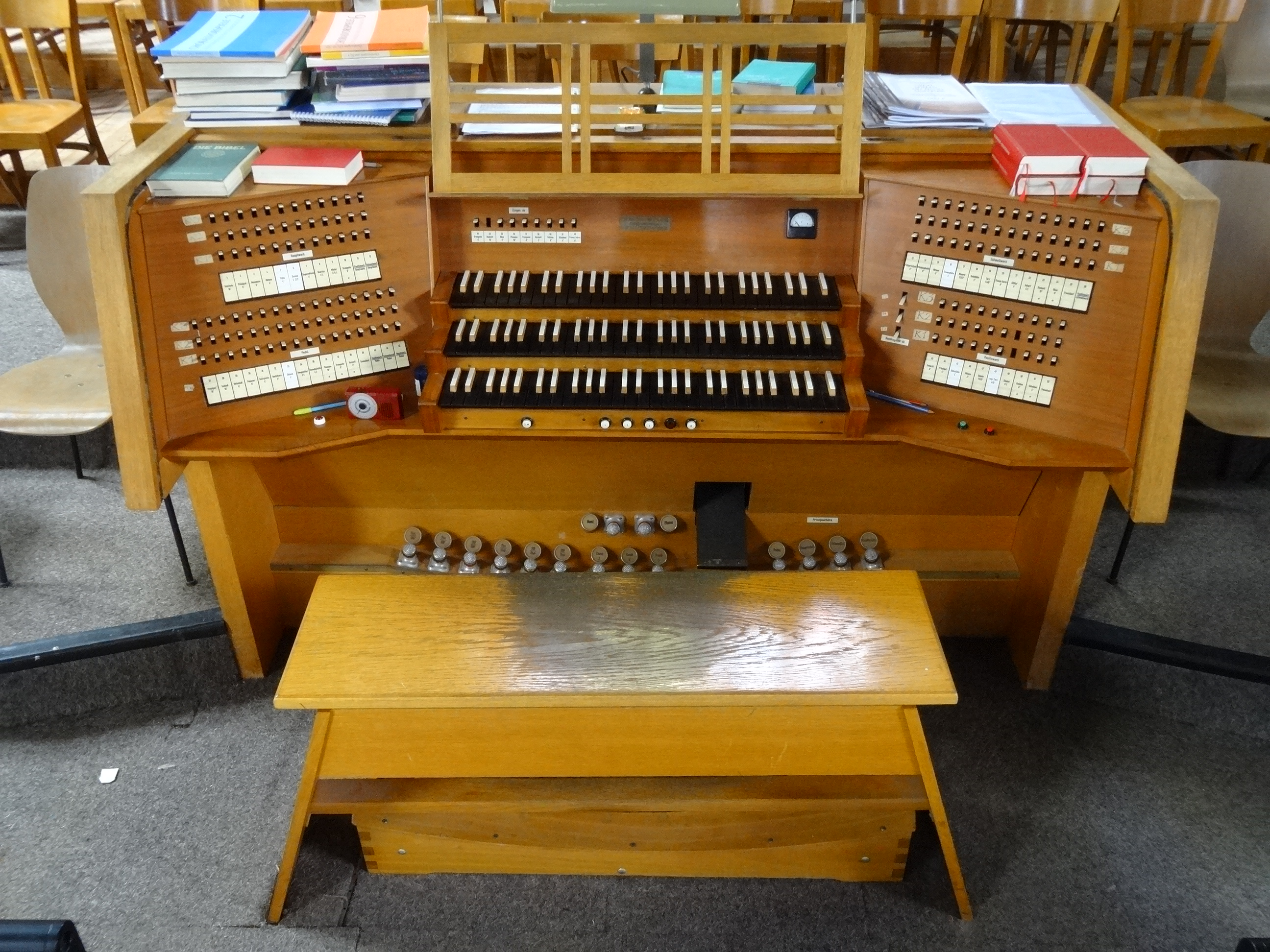
Spieltisch der Orgel

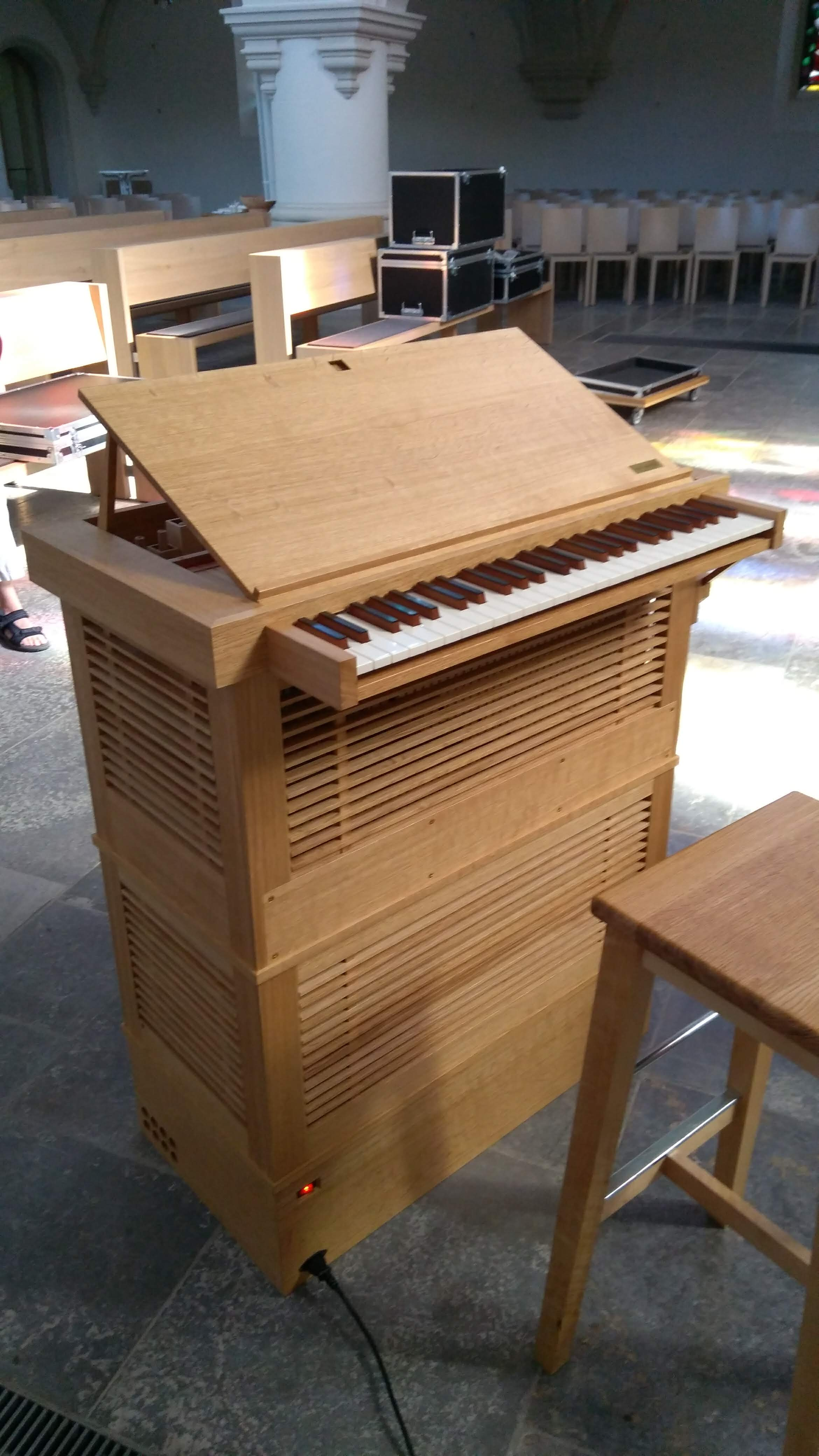
Truhenorgel von Kilian Gottwald

Die Kirche erhielt 1893 eine Orgel aus der Werkstatt E. F. Walcker & Cie. in Ludwigsburg. Das Instrument (Opus 650) hatte 38 Register, die auf drei Manuale und Pedal verteilt waren. Im Jahr 1939 nahm die Licher Werkstatt Förster & Nicolaus eine Änderung der Disposition im Sinne der Orgelbewegung vor.
Das abgängige Werk wurde 1968 durch einen Neubau von Förster & Nicolaus ersetzt, der über 43 Register verfügt und die größte Orgel der Stadt ist. Walter Supper entwarf das Gehäuse zusammen mit Werner W. Neumann, Gottlob Ritter die Disposition. Die dreimanualige Orgel auf der Ostempore ist insbesondere zur Darstellung von Musik aus der Barockzeit geeignet, steht aber auch romantischer oder zeitgenössischer Orgelmusik offen. Der modern gestaltete Prospekt ist in fünf unterschiedliche Polygone aufgeteilt, die den Blick auf das große östliche Rundfenster nicht verstellen. Nach dem Werkprinzip sind die verschiedenen Gehäuseteile einem Werk zugeordnet: In der Mitte das kleine Positiv, rechts davon das Hauptwerk, links das Schwellwerk mit Plexiglas-Jalousien und außen die beiden Gehäuse für das Pedalwerk. Die Disposition lautet:
| I Positiv C–g3 |        |
| Gedackt        | 08′    |
| Prinzipal      | 04′    |
| Rohrflöte      | 04′    |
| Oktave         | 02′    |
| Quinte         | 01 ⁄3′ |
| Terz           | 04⁄5′  |
| Zimbel III 0   | 01′    |
| Dulcian        | 08′    |
| Schalmei       | 04′    |
| Tremulant      |        |

| II Hauptwerk C–g3 |        |
| Quintade          | 16′    |
| Prinzipal         | 08′    |
| Gemshorn          | 08′    |
| Oktave            | 04′    |
| Flöte             | 04′    |
| Quinte            | 02 ⁄3′ |
| Oktave            | 02′    |
| Hörnle (rep.)     |        |
| Mixtur III–IV 0   | 02′    |
| Trompete          | 08′    |

| III Schwellwerk C–g3  |         |
| Holzprinzipal         | 08′     |
| Weidenpfeife          | 08′     |
| Oktave                | 04′     |
| Traversflöte          | 04′     |
| Nazard                | 02 ⁄3′  |
| Hohlflöte             | 02′     |
| Terz                  | 01 3⁄5′ |
| Sifflet               | 01′     |
| Scharff II            | 02′     |
| Rankett               | 16′     |
| Trompete harmonique 0 | 08′     |
| Oboe                  | 08′     |
| Tremulant             |         |

| Pedal C–f1         |        |
| Prinzipal          | 16′    |
| Subbaß             | 16′    |
| Oktave             | 08′    |
| Pommer             | 08′    |
| Oktave             | 04′    |
| Rohrpfeife         | 04′    |
| Nachthorn          | 02′    |
| Sesquialter II0    |        |
| Rauschpfeife III 0 | 02 ⁄3′ |
| Posaune            | 16′    |
| Trompete           | 08′    |
| Kornett            | 02′    |
| Tremulant          |        |

- Koppeln:
  - Normalkoppeln: II/I, III/I, III/II, I/P, II/P, III/P
  - Suboktavkoppeln: III/II
- Spielhilfen: 3 freie Kombinationen, Pleno, Zungen ab, Zungeneinzelabsteller, Prinzipalchor I, II, III

Infolge der verwendeten minderwertigen Materialien ist die Orgel nach jahrzehntelanger intensiver Nutzung in schlechtem Zustand. Eine Renovierung wäre wegen der stimmigen Konzeption sowie der stilistischen Offenheit des Instruments sehr sinnvoll. Trotzdem beschlossen die Kirchenvorstände der Johannes- und Lukasgemeinde im Jahr 2020,  einen Orgelneubau zu planen.
 Hörbeispiel: J. S. Bach: Präludium in c-Moll BWV 549
An der Johanneskirche gibt es seit 2018 auch eine Truhenorgel mit zwei Registern des Orgelbauers Kilian Gottwald aus Kirchhain.

## Glocken

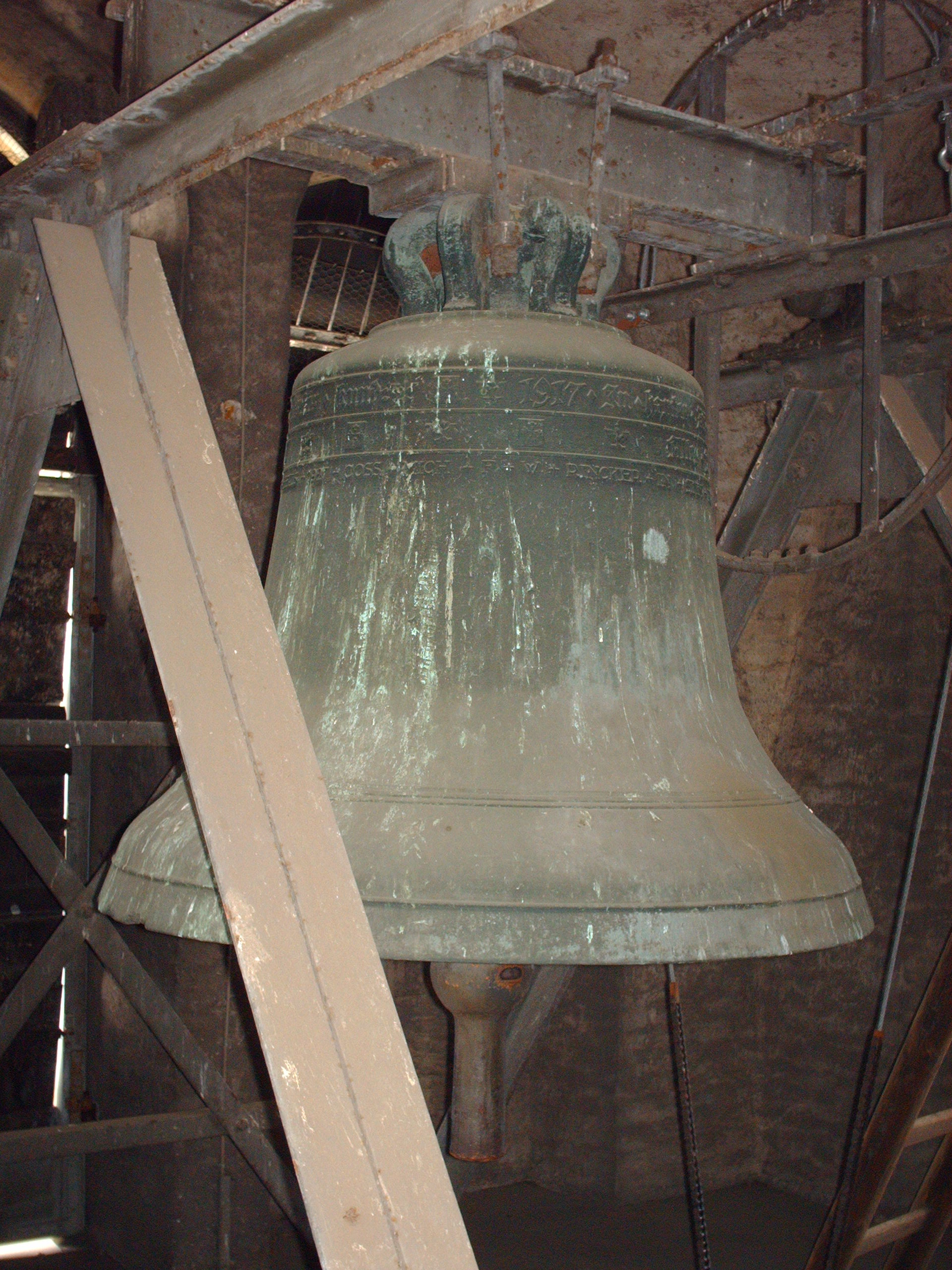
Die kleine Glocke von 1927

Die Johanneskirche hat ein fünfteiliges Geläut. Die ersten Glocken der Johanneskirche sind nicht erhalten. Die kleine Glocke musste im Ersten Weltkrieg für die Rüstungsindustrie abgeliefert werden und wurde 1927 ersetzt. Die zwei großen Glocken wurden 1943 eingeschmolzen. Nach dem Zweiten Weltkrieg erhielt die Johanneskirche die Glocke „Mathilde“ (Nr. 1), die 1853 für die Stadtkirche aus einer Glocke von 1473 umgegossen und dort nach dem Zweiten Weltkrieg nicht wieder aufgehängt wurde. Zwei zusätzliche neue Glocken wurden 1948 und 1956 angeschafft. Als im Stadtkirchenturm neue Stahlgussglocken installiert wurden, erhielt die Johanneskirche 1955 von dort eine weitere Bronzeglocke, die von 1927 datiert (Nr. 5).
| Nr. | Jahr | Gießer, Gussort                 | Durchmesser (mm) | Masse (kg) | Schlagton (HT) | Inschrift |
| --- | ---- | ------------------------------- | ---------------- | ---------- | -------------- | --- |
| 1   | 1853 | Philipp Rincker, Sinn           | 1660             | ca. 2.500  | a0             | „Eintracht und Beharrlichkeit 1853“ |
| 2   | 1948 | Gebrüder Rincker, Sinn          | 1474             | 1.960      | c1             | „Jesus Christus gestern und heute und derselbe auch in Ewigkeit“                                                                                             |
| 3   | 1956 | Gebrüder Rincker, Sinn          | 1296             | 1.268      | d1             | „veni creator spiritus“ |
| 4   | 1927 | Friedrich Wilhelm Rincker, Sinn | 1216             | 1.048      | e1             | „1917 Im Kriege schmolz man mich einst ein – dem deutschen Lande Wehr zu sein, im Frieden steh ich auf zum Leben, Gott woll uns seinen Frieden geben – 1927“ |
| 5   | 1927 | Friedrich Wilhelm Rincker, Sinn | 1013             | 609        | g1             | „1917 In harter Zeit ward stumm mein Mund nun mach ich wieder allseits kund alles Ding währt seine Zeit Gottes Lieb in Ewigkeit“                             |

## Kirchengemeinde

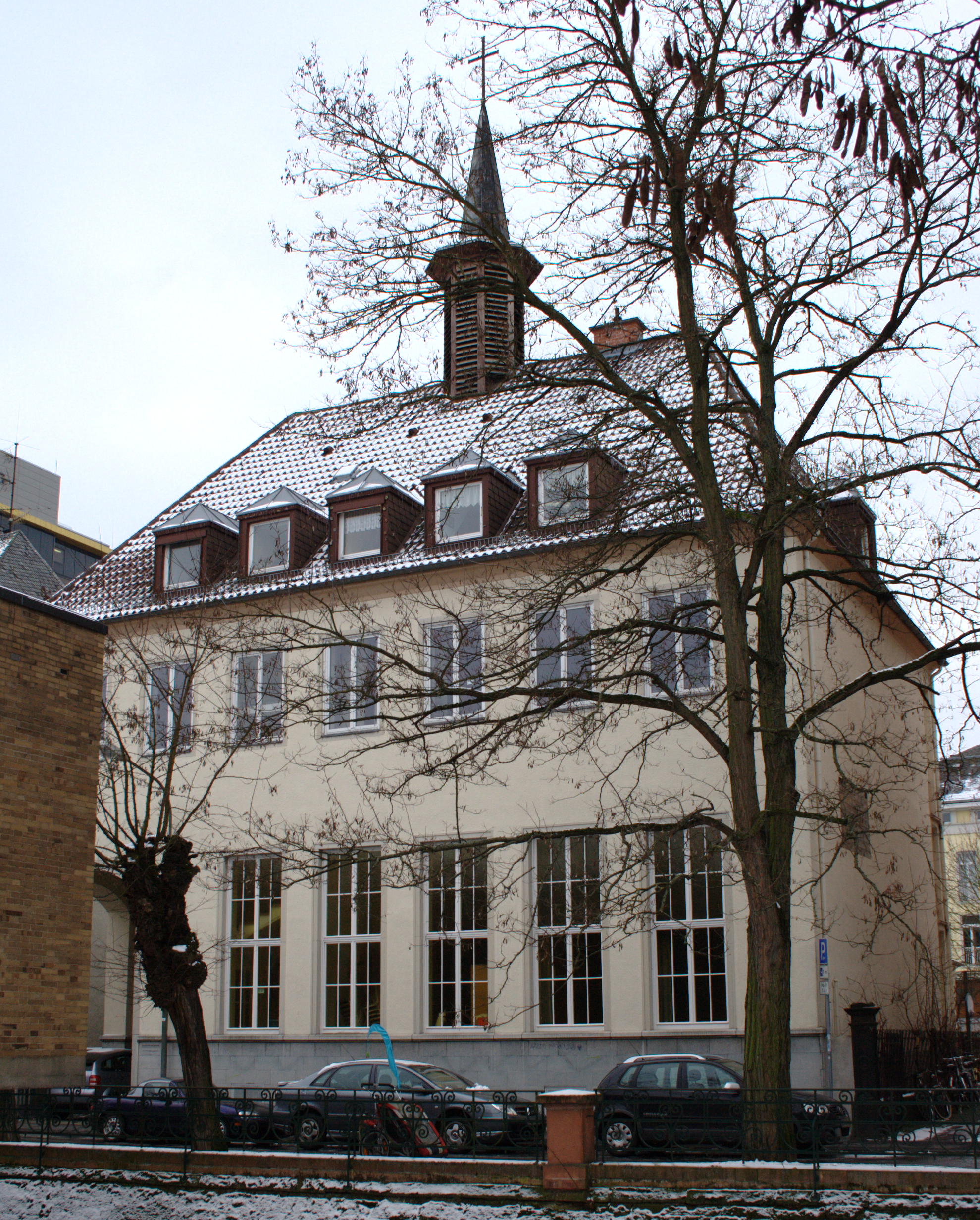
Lukaskirche in der Gießener Löberstraße

Genutzt wird die Johanneskirche seit ihrer Fertigstellung im Jahr 1893 von zwei Gemeinden, nämlich neben der Johannesgemeinde auch von der evangelischen Lukasgemeinde. Das hängt mit Aufteilung der einen evangelischen Gemeinde in vier selbstständige Gemeinden von 1892/1893 zusammen, denen zu dieser Zeit zwei Kirchen zur Verfügung standen. Von der Lukasgemeinde spaltete sich im Jahr 1951 eine Freie Lukasgemeinde ab, die seit 1953 ein eigenes Kirchengebäude an der Löberstraße nutzte. Nach der Wiedervereinigung beider Lukasgemeinden im Jahr 1979 blieb die Mitnutzung der Johanneskirche erhalten. Beide Gemeinden sind Besitzer der Kirche und tragen die Kosten zur Hälfte.
Die Johanneskirche bietet etwa 750 Besuchern Platz. Die kirchliche Arbeit der Johannesgemeinde ist vielfältig in die örtliche Evangelische Allianz Gießen eingebunden, unterstützt aber auch Missionare in Übersee. Die Johanneskirche zeichnet sich durch ein reichhaltiges musikalisches Angebot aus, das von einem Förderkreis unterstützt wird. Neben der Kantorei und dem Kammerorchester gibt es einen Gospelchor, Bläserkreis und Kinderchöre. Seit 1960 werden regelmäßig Konzerte in der Johanneskirche durchgeführt. Nach Gottlob Ritter, der von 1960 bis 1998 als Kantor wirkte, übernahm 1998 Christoph Koerber die Anstellung als hauptberuflicher Kirchenmusiker.
Die Johannesgemeinde umfasst etwa 1400 und die Lukasgemeinde etwa 3000 Mitglieder. Die beiden Gemeinden gehören neben 27 anderen Kirchengemeinden in und um Gießen zum Evangelischen Dekanat Gießen, das Teil der Propstei Oberhessen innerhalb der Evangelischen Kirche in Hessen und Nassau ist. 2023 wurden innerhalb des Dekanats sechs Nachbarschaftsräume gebildet, die sich bis 2027 zu Gesamtkirchengemeinden zusammenschließen wollen.

## Pfarrer der Johannesgemeinde
In der Johannesgemeinde haben folgende Pfarrer gewirkt:
- 1893–1906: Karl Naumann
- 1907–1939: Otto Ausfeld
- 1947–1966: Hans Scriba
- 1967–1976: Wilhelm Veller
- 1976–2000: Fritz Uhl
- seit 20010 : Michael Paul